# Хатен
Хатен (фр. Hatten) насеље је и општина у источној Француској у региону Алзас, у департману Доња Рајна која припада префектури Висембург.
По подацима из 2011. године у општини је живело 1956 становника, а густина насељености је износила 103,44 становника/km². Општина се простире на површини од 18,91 km². Налази се на средњој надморској висини од 140 метара (максималној 172 m, а минималној 120 m).

## Демографија
| 1962. | 1968. | 1975. | 1982. | 1990. | 1999. | 2011. |
| ----- | ----- | ----- | ----- | ----- | ----- | ----- |
| 1.404 | 1.513 | 1.520 | 1.658 | 1.691 | 1.789 | 1.956 |

График промене броја становника у току последњих година